# 五叶拉拉藤
五叶拉拉藤（学名：Galium quinatum）为茜草科拉拉藤属下的一个种。

## 扩展阅读
- 維基物種上的相關：五叶拉拉藤